# Chanonat
 Chanonat  es una población y comuna francesa, situada en la región de Auvernia, departamento de Puy-de-Dôme, en el distrito de Clermont-Ferrand y cantón de Saint-Amant-Tallende.

## Demografía
| 580 | 565 | 649 | 1073 | 1238 | 1426 |
| Para los censos de 1962 a 1999 la población legal corresponde a la población sin duplicidades (Fuente: INSEE [Consultar]) |     |     |      |      |      |